# The House Bunny

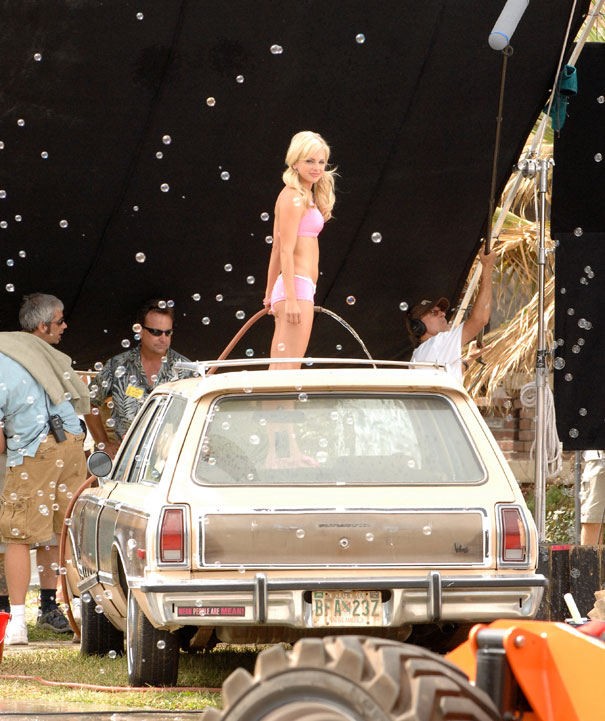
Achter de schermen tijdens het filmen van een scène met Anna Faris in The House Bunny

The House Bunny is een film uit 2008 onder regie van Fred Wolf.

## Verhaal
Shelley leidt als playmate een luxueus leventje op de Playboy Mansion. Een jaloerse huisgenote doet haar denken dat Hugh Hefner haar weg wil omdat ze te oud is geworden – ze had net haar 27e verjaardag gevierd – en ze vertrekt. Na wat doelloos te hebben rondgedoold belandt ze aan het studentenhuis van de Phi Iota Mu's. Ze wil graag een van de "huismoeders" worden die bij de meisjes wonen, maar ze willen haar niet.
Ze probeert het vervolgens aan de overkant van de straat bij de Zeta's, die zelf zeer onpopulair zijn en aan de rand van het universiteitsgebeuren leven. Zij hebben net te horen gekregen dat hun huis gesloten zal worden als ze dat jaar geen dertig nieuwe leden vinden. De Zeta's moeten eerst ook niets van de nogal leeghoofdige Shelley weten maar als ze zien hoe populair ze zich kan maken bij de mannelijke studenten nemen ze haar toch in huis.
Shelley geeft de meisjes een nieuwe look, probeert ze meer zelfvertrouwen te geven en zet ze aan uit te gaan en jongens te ontmoeten. In de tussentijd ontmoet ze er zelf één, Oliver. In korte tijd verheft ze het studentenhuis van de Zeta's tot een van de populairste op de campus. Ze zouden nu gemakkelijk aan dertig nieuwe leden komen, maar door bedrog van de Phi Iota Mu's komt er niemand.
Intussen heeft Hugh Hefner – terneergeslagen door Shelleys vertrek – ontdekt wat er gebeurd is en vraagt hij haar terug te komen. Shelley wil de Zeta's echter niet in de steek laten, maar die zijn intussen kwaad op haar omdat ze hen hun eigenheid heeft afgenomen. Ze keert terug naar de Playboy Mansion. De Zeta's besluiten zichzelf een half-zichzelf half-Shelley-persoonlijkheid aan te meten en komen Shelley vragen terug hun huismoeder te worden.
Die aanvaardt en ze keren terug naar de campus waar de vergadering die het huis van de Zeta's zal opheffen begonnen is. Shelley verstoort die, spreekt de aanwezigen toe en vraagt de studentes om lid van de Zeta's te worden. Als een van de Phi Iota Mu's daar als dertigste op in gaat is het huis toch nog gered.

## Rolbezetting
- Anna Faris als Shelley
- Colin Hanks als Oliver
- Emma Stone als Natalie
- Katharine McPhee als Harmony
- Rumer Willis als Joanne
- Kat Dennings als Mona
- Sarah Wright als Ashley
- Mathew Richards als Michael
- Kiely Williams als Lily
- Monet Mazur als Cassandra
- Rachel Specter als Courtney
- Tyson Ritter als Colby
- Owen Benjamin
- Beverly D'Angelo als Phi Mu Housemother
- Kendra Wilkinson als zichzelf
- Holly Madison als zichzelf
- Bridget Marquardt als zichzelf
- Hugh Hefner als zichzelf
- Jennifer Tisdale als Phi Mu Girl
- Valente Rodriguez als zichzelf
- Sara Jean Underwood als zichzelf